# Re:Ignition
Re:Ignition ist eine US-amerikanische Hard-Rock-Band aus San Francisco, Kalifornien, die im Jahr 2003 unter dem Namen Def Ignition gegründet wurde.

## Geschichte
Die Band wurde im Jahr 2003 von den Gitarristen Jack Cargile und Steev Esquivel, Bassist Mike Kaufmann und Schlagzeuger Hugo gegründet. Ab August trat Esquivel der Band Skinlab bei, sodass das Projekt vorerst unterbrochen wurde. Später verkündete Esquivel mit Travis Neal einen passenden Sänger gefunden zu haben.
Im Jahr 2004 änderte sich die Besetzung der Band erneut stark. Neben Esquivel war Dave Moore Sänger der Band, während Tim Howell die E-Gitarre, Johnny Montanio den Bass und Mark Hernandez das Schlagzeug spielte. Im Januar 2004 nahm die Band ihr erstes Demo auf und änderte im April ihren Namen in Re:Ignition um. Im Folgemonat kam Bassist Burl „Snake“ Blakk, ebenfalls bei Skinlab tätig, zu Besetzung. Daraufhin begab sich die Band in die Trident Studios, um fünf neue Demolieder aufzunehmen. Danach nahm Esquivel den Sängerposten von Exodus auf deren Tour durch Südamerika ein. Im Frühling 2005 unterschrieb die Band einen Managementvertrag bei Archetype Management. Im Juni wurde ein Musikvideo für das Lied Lef Behind unter der Leitung von Shawn Sparks gedreht. Im Jahr 2006 erschien das Debütalbum Empty Heart: Loaded Gun über Corporate Punishment Records.

## Stil
Die Band spielt Hard Rock, der an Bands wie SOiL, Sevendust und Staind erinnert. Der Gesang lässt sich als eine Mischung aus Chris Cornell (Soundgarden) und Eddie Vedder (Pearl Jam) beschreiben.

## Diskografie
- 2006: Empty Hear: Loaded Gun (Album, Corporate Punishment Records)
- 2008: Hold On (EP, Tiefdruck-Musik)